# Juan María del Castillo y Horcasitas
Juan María del Castillo y Horcasitas (Badalona, 20 de julio de 1741-Madrid, 19 de mayo de 1765) fue  VI conde de Peñón de la Vega y IV conde de Moriana del Río. A título de consorte fue Marqués de Rafal, conde de la Granja, barón de Puebla de Rocamora y señor de Benferri.

## Biografía
Nacido en Badalona el 20 de julio de 1741, era el primogénito de Juan Bautista del Castillo y Veintimiglia y de Juana Petronila de Horcasitas y del Castillo. Su padre ostentaba los títulos de IV Marqués de Villadarias, V Conde de Peñón de la Vega, VIII Marqués de Cropani y V Príncipe de Santo Mauro de Nápoles, estos dos últimos títulos pertenecientes a actuales tierras italianas. Su madre ostentaba el título de III condesa de Moriana del Río.
El 18 de diciembre de 1761 firmó las capitulaciones matrimoniales para su desposo con Antonia María de Heredia y Rocamora, que era la VIII marquesa de Rafal, V condesa de la Granja, VIII Baronesa de Puebla de Rocamora y XVI señora de Benferri. La ceremonia se celebró en el palacio del marqués de Rafal en Orihuela el 22 de abril de 1762, ceremonia que se celebró por poderes, siendo Antonia María representada por el marqués de la Ensenada.
Como heredero universal de todos los títulos de sus progenitores, su padre le cedió tras sus nupcias el condado de Peñón de la Vega y su madre el condado de Moriana del Río.
Juan María fue Caballero de la Orden de Santiago y ostentó los cargos de Capitán del Regimiento de Infantería de Andalucía, Coronel de Caballería y Exento de Reales Guardias de Corps.
El 19 de mayo de 1765 falleció en Madrid Juan María, estando su esposa embarazada de su único hijo y por lo tanto murió sin haber podido heredar los marquesados de Villadarias y de Cropani y el principado de Santo Mauro de Nápoles.
Tras la muerte de Juan María, su hijo y sucesor Juan del Castillo y Heredia pasaba a ser el heredero por parte paterna de los marquesados de Villadarias y de Cropani, de los condados de Moriana del Río y de Peñón de la Vega y por parte materna del marquesado de Rafal, del condado de la Granja, de la baronía de Puebla de Rocamora y del señorío de Benferri. Pero nunca llegó a ostentar ningún título debido a que falleció a los 5 años de edad. Los condados de Moriana del Río y de Peñón de la Vega pasaron a su tío Francisco, quien posteriormente heredaría el resto de patrimonio de la Casa de Castillo.
| Predecesor: Juan Bautista del Castillo y Veintimiglia    | Conde de Peñón de la Vega 1762 – 1765 | Sucesor: Francisco del Castillo y Horcasitas |
| Predecesor: Juana Petronila de Horcasitas y del Castillo | Conde de Moriana del Río 1762 – 1765  | Sucesor: Francisco del Castillo y Horcasitas |

- Datos: Q5951376